# Светослав Поменов
Светослав Константинов Поменов или Помянов (изписване до 1945 година: Светославъ Константиновъ Помѣновъ) е български дипломат, дългогодишен посланик в различни страни.

## Биография
Роден е през 1887 година в София, в семейството на юриста и политик Константин Поменов. Завършва право във Франция, след което работи в Министерството на външните работи и изповеданията. За бойни отличия и заслуги във войната през Първата световна война, Светослав Поменов е награден с три ордена „За храброст“ IV степен.
В 1919 година е секретар на българската делегация на Версайската конференция в Париж, участва в делегацията за подписването на Ньойския договор, а следващата година представлява България при основаването на  Обществото на народите. Последователно е управляващ българската легация в Берн (1920 – 1921), управляващ и пълномощен министър в Берлин (1921 – 1923). Началник на политическото отделение на МВРИ (1923 – 1925), пълномощен министър в Букурещ (1924 – 1931), Берлин (1931 – 1934) и Рим (1934 – 1940). През 1940 година ръководи българската делегация за сключването на Крайовската спогодба. През следващите години е началник на канцеларията на двореца (1941 – 1944).
След Деветосептемврийския преврат от 1944 година е осъден на смърт от така наречения Народен съд, въпреки че народният обвинител Никола Гаврилов се изказва много положително за него – че е „човек с демократични разбирания, дипломат от кариерата, направил донесение за капитулацията на Италия, не е бил германофил“.
Разстрелян е на 1 февруари 1945 година в София. Съпругата му и дъщеря им още на 23 декември 1944 година са интернирани в добруджанското село Босна при крайно тежки условия.

## Родословие
|  |  |  |  |  |  |  |  |  |  |  |  |  |  |  |  | Ангел Поменов                    |                                  |                                  |                                  |                                  |                                  |  |  |                              |                              |                              |                              |                              |                              |  |  |                             |                             |                             |                             |                             |                             |  |  |  |  |  |  |
|  |  |  |  |  |  |  |  |  |  |  |  |  |  |  |  |                                  |                                  |                                  |                                  |                                  |                                  |  |  |                              |                              |                              |                              |                              |                              |  |  |                             |                             |                             |                             |                             |                             |  |  |  |  |  |  |
|  |  |  |  |  |  |  |  |  |  |  |  |  |  |  |  | Константин Поменов (1850 – 1913) | Константин Поменов (1850 – 1913) | Константин Поменов (1850 – 1913) | Константин Поменов (1850 – 1913) | Константин Поменов (1850 – 1913) | Константин Поменов (1850 – 1913) |  |  | Иван Поменов                 | Иван Поменов                 | Иван Поменов                 | Иван Поменов                 | Иван Поменов                 | Иван Поменов                 |  |  |                             |                             |                             |                             |                             |                             |  |  |  |  |  |  |
|  |  |  |  |  |  |  |  |  |  |  |  |  |  |  |  | Константин Поменов (1850 – 1913) | Константин Поменов (1850 – 1913) | Константин Поменов (1850 – 1913) | Константин Поменов (1850 – 1913) | Константин Поменов (1850 – 1913) | Константин Поменов (1850 – 1913) |  |  | Иван Поменов                 | Иван Поменов                 | Иван Поменов                 | Иван Поменов                 | Иван Поменов                 | Иван Поменов                 |  |  |                             |                             |                             |                             |                             |                             |  |  |  |  |  |  |
|  |  |  |  |  |  |  |  |  |  |  |  |  |  |  |  | Светослав Поменов (1887 – 1945)  | Светослав Поменов (1887 – 1945)  | Светослав Поменов (1887 – 1945)  | Светослав Поменов (1887 – 1945)  | Светослав Поменов (1887 – 1945)  | Светослав Поменов (1887 – 1945)  |  |  | Райна Ковачева (1880 – 1967) | Райна Ковачева (1880 – 1967) | Райна Ковачева (1880 – 1967) | Райна Ковачева (1880 – 1967) | Райна Ковачева (1880 – 1967) | Райна Ковачева (1880 – 1967) |  |  | Антон Ковачев (1877 – 1931) | Антон Ковачев (1877 – 1931) | Антон Ковачев (1877 – 1931) | Антон Ковачев (1877 – 1931) | Антон Ковачев (1877 – 1931) | Антон Ковачев (1877 – 1931) |  |  |  |  |  |  |
|  |  |  |  |  |  |  |  |  |  |  |  |  |  |  |  | Светослав Поменов (1887 – 1945)  | Светослав Поменов (1887 – 1945)  | Светослав Поменов (1887 – 1945)  | Светослав Поменов (1887 – 1945)  | Светослав Поменов (1887 – 1945)  | Светослав Поменов (1887 – 1945)  |  |  | Райна Ковачева (1880 – 1967) | Райна Ковачева (1880 – 1967) | Райна Ковачева (1880 – 1967) | Райна Ковачева (1880 – 1967) | Райна Ковачева (1880 – 1967) | Райна Ковачева (1880 – 1967) |  |  | Антон Ковачев (1877 – 1931) | Антон Ковачев (1877 – 1931) | Антон Ковачев (1877 – 1931) | Антон Ковачев (1877 – 1931) | Антон Ковачев (1877 – 1931) | Антон Ковачев (1877 – 1931) |  |  |  |  |  |  |